# Protonemura
Protonemura ist eine Steinfliegen-Gattung. In Mitteleuropa gibt es ungefähr 10 Arten.

## Merkmale der Larven
Der Körper wird bis 10 Millimeter lang. Er ist dunkelbraun oder grünlich gefärbt. Auf der Unterseite des ersten Brustsegmentes befinden sich sechs zu zwei Dreierbüscheln zusammengefasste Tracheenkiemen. Die Flügelscheiden sind schräg nach hinten gerichtet. Die Tarsenglieder sind auf ihrer Oberseite dunkler als auf der Unterseite.

## Vorkommen und Lebensweise
Die Larven der Gattung kommen in Berg- und Gebirgsbächen in den Mittelgebirgen und den Alpen vor. Sie ernähren sich von Detritus und Algen. Ihre Entwicklungszeit beträgt ein Jahr. Der Saprobienindex für Vertreter dieser Gattung beträgt 1,0.

## Arten
In Europa kommen folgende Arten vor:
- Protonemura aestiva Kis 1965
- Protonemura albanica Rauser 1963
- Protonemura alcazaba (Aubert 1954)
- Protonemura algovia Mendl 1968
- Protonemura angelieri Berthelemy 1963
- Protonemura aroania Tierno de Figueroa & Fochetti 2001
- Protonemura auberti Illies 1954
- Protonemura ausonia (Consiglio 1955)
- Protonemura austriaca Theischinger 1976
- Protonemura autumnalis Rauser 1957
- Protonemura beatensis (Despax 1929)
- Protonemura beaumonti (Aubert 1956)
- Protonemura bipartita Consiglio 1962
- Protonemura bithynica Aubert 1964
- Protonemura brevistyla (Ris 1902)
- Protonemura brittaini Vincon & Ravizza 1998
- Protonemura bucolica (Consiglio 1957)
- Protonemura canigolensis Zwick & Vincon 1993
- Protonemura caprai (Aubert 1954)
- Protonemura consiglioi (Aubert 1953)
- Protonemura corsicana (Morton 1930)
- Protonemura costai (Aubert 1953)
- Protonemura cressa Zwick 1978
- Protonemura culmenis Zwick & Vincon 1993
- Protonemura elisabethae Ravizza 1976
- Protonemura fusunae Vincon & Ravizza 1998
- Protonemura gevi Tierno de Figueroa & López-Rodríguez, 2010
- Protonemura globosa Berthelemy & Whytton 1980
- Protonemura helenae Nicolai 1985
- Protonemura hiberiaca Aubert 1963
- Protonemura hirpina (Consiglio 1958)
- Protonemura hispanica (Aubert 1956)
- Protonemura hrabei Rauser 1956
- Protonemura ichnusae (Consiglio 1957)
- Protonemura illiesi Kis 1963
- Protonemura intricata (Ris 1902)
- Protonemura isabellae Vincon & Ravizza 1998
- Protonemura italica (Aubert 1954)
- Protonemura julia Nicolai 1985
- Protonemura lagrecai (Aubert 1954)
- Protonemura lateralis (Pictet 1836)
- Protonemura libanocypria Zwick 1978
- Protonemura macrura (Aubert 1953)
- Protonemura malickyi Zwick 1978
- Protonemura mattheyi (Aubert 1956)
- Protonemura meyeri (Pictet 1841)
- Protonemura miacense Ikonomov 1983
- Protonemura montana Kimmins 1941
- Protonemura navacerrada (Aubert 1954)
- Protonemura nimborella Mosely 1930
- Protonemura nimborum (Ris 1902)
- Protonemura nitida (Pictet 1935)
- Protonemura oitica Aubert 1963
- Protonemura praecox (Morton 1894)
- Protonemura pseudonimborum Kis 1965
- Protonemura pyrenaica Mosely 1930
- Protonemura rauschi Theischinger 1975
- Protonemura risi (Jacobson & Bianchi 1905)
- Protonemura ruffoi Consiglio 1961
- Protonemura salfii (Aubert 1954)
- Protonemura sicula Consiglio 1961
- Protonemura strandschaensis Braasch & Joost 1972
- Protonemura tarda Braasch 1972
- Protonemura tuberculata (Despax 1929)
- Protonemura tyrrhena (Festa 1938)
- Protonemura vandeli Berthelemy 1963
- Protonemura vercingetoryx Aubert 1963

## Belege